# 2696 Magion
2696 Magion (1980 HB) là một tiểu hành tinh vành đai chính được phát hiện ngày 16 tháng 4 năm 1980 bởi Ladislav Brožek ở Kleť.